# أندري كامبوس
أندري كامبوس (بالإسبانية: Andrey Campos)‏ (7 ديسمبر 1978 بكوستاريكا - ) هو مدرب كرة قدم ولاعب كرة قدم كوستاريكي في مركز الوسط. لعب مع نادي كارتاهينيس وA.D. Municipal Pérez Zeledón ‏ ونادي سان كارلوس وسانتوس دي جوابيلز ‏ وAmérica de Chimaltenango ‏ ونادي هيريديانو ونادي بونتاريناس.

## وصلات خارجية
- أندري كامبوس على موقع الاتحاد الدولي (مؤرشف)  (الإنجليزية)